# Joey Jones
Joseph Patrick "Joey" Jones (sinh ngày 4 tháng 3 năm 1955 tại Llandudno và mất vào tháng 7 năm 2025) là một cựu cầu thủ bóng đá người xứ Wales chơi ở vị trí hậu vệ trái. Ông từng thi đấu cho câu lạc bộ Liverpool và cùng câu lạc bộ giành danh hiệu cúp châu Âu năm 1977.

## Sự nghiệp câu lạc bộ

### Wrexham
Jones gia nhập Wrexham năm 1971 và có trận ra mắt ở tuổi 17 tại cúp Wales với kình địch cùng địa phương Chester City; Wrexham để thua 1-0. Mặc dù vậy anh vẫn đoạt cúp Wales cùng đội bóng năm 1975 sau khi đánh bại Cardiff City trong trận chung kết. Jones đã khẳng định bản thân ở vị trí hậu vệ cánh phải và giúp Wrexham tiến đến trận tứ kết cúp FA năm 1974 ngay trong lần đầu tiên câu lạc bộ thi đấu tại đây.

### Liverpool
Jones rời Wrexham để gia nhập đội bóng yêu thích của anh thời thơ ấu Liverpool, sau khi Bob Paisley trả 110,000 bảng để đổi lấy sự phục vụ của anh vào tháng 7 năm 1975. Anh còn có một hình xăm chim Liver trên cánh tay, nhưng sau đó đã bỏ đi vì một số lí do ý tế. Anh có trận ra mắt ngày 16 tháng 8 trong trận thua 0-2 trước Queens Park Rangers tại Loftus Road. Anh cũng bỏ lỡ huân chương vô địch trong mùa 1975-76 khi không chơi đủ số trận cần thiết.
Năm 1977 Jones là một phần chiến dịch của Liverpool nhằm đoạt cú ăn ba sau khi vô địch giải quốc nội và tiến đến các trận chung kết cúp FA và cúp châu âu. Jones ghi bàn thắng đầu tiên cho đội vào ngày 9 tháng 11 năm 1976 trong trận hủy diệt Leicester City 5-1 tại Anfield. Tuy nhiên cú ăn ba chưa từng có trong lịch sử bóng đá Anh vẫn chưa đến với đội bóng thành phố cảng. Liverpool để thua 1-2 trong trận chung kết cúp FA tại Wembley trước Manchester United, mặc dù Jones đã có một đường chuyền dài kiến tạo cho Jimmy Case ghi bàn cho The Kop. Tuy nhiên, Jones vẫn trở thành cầu thủ xứ Wales đầu tiên từng nhận huy chương vô địch cúp châu Âu khi Liverpool giành danh hiệu này lần đầu tiên tại Rome bốn ngày sau, sau khi đánh bại Borussia Mönchengladbach 3-1. Một biểu ngữ đáng nhớ đã được các cổ động viên Liverpool phất lên trong trận chung kết cúp châu Âu tại Rome với nội dung "Joey Ate The Frogs Legs, Made The Swiss Roll, Now He's Munching Gladbach".

### Trở lại Wrexham
Ông trở lại Wrexham với mức phí 210,000 bảng (một kỷ lục câu lạc bộ tính đến tháng 12 năm 2006).

### Chelsea
Năm 1982, Jones gia nhập Chelsea với mức phí 34,000 bảng sau khi kí hợp đồng với John Neal. Jones bị đuổi khỏi sân trong trận ra mắt trước Carlisle United tại Brunton Park. Ông là một phần của đội trong chiến dịch thăng hạng lên giải hạng hai mùa 1983–84. Ông kết thúc sự nghiệp ở Chelsea với 78 lần ra sân và hai bàn thắng.

### Huddersfield Town
Ông gia nhập Huddersfield Town từ Chelsea vào mùa hè năm 1985, và được trao danh hiệu cầu thủ xuất sắc nhất của Town ngay ở mùa đầu tiên. Sau hai mùa bóng ông rời Town để tái gia nhập Wrexham và giải nghệ tại đây vào cuối mùa 1991-92.

## Sự nghiệp quốc tế
Jones có trận ra mắt đội tuyển xứ Wales vào tháng 11 năm 1975 trước Áo. Ông giành chiến thắng 72 trận và ghi một bàn, thi đầu lần cuối tại vòng loại giải bóng đá vô địch thế giới 1986 vào mùa xuân năm 1986.

## Danh hiệu
Wrexham
- Cúp xứ Wales (1): 1974–75

Liverpool
- Football League First Division (1): 1976–77
- Cúp châu Âu (2): 1976–77, 1977–78
- Cúp UEFA (1): 1975–76
- Siêu cúp châu Âu (1): 1977

Chelsea
- Football League Second Division (1): 1983–84